# 簪定此生
《簪定此生》（羅馬化：Pin Phak）是一部由Idol Factory制作，莎露彩·查金哈、瑞玫高·阿瑟农领衔主演的泰国时代同志剧集。此剧改编自作家Mon Maew（ม่อนแมว）的同名泰语小说，并于2024年8月4日起每周日晚间10时15分通过Workpoint TV及Idol Factory官方YouTube频道上线播出。此外，此剧也是莎露彩·查金哈与瑞玫高·阿瑟农继2022年热播剧《粉红理论》后再度合作主演的作品。

## 演员阵容
- 莎露彩·查金哈 饰演 Pilanthita Kasidit（Pin）
- 瑞玫高·阿瑟农 饰演 Aninlaphat Sawetwarit（Anin）
- 丹尼·卢西亚诺（Danny Luciano）饰演 Anon
- 查澈威·德查拉朋 饰演 Kueakiat
- 努塔帕·吞提廷猜（Nuttapart Tuntistinchai）饰演 Pranot
- 莎洛琪妮·佩塔姆派（Sarochinee Pethampai）饰演 Ueangfah
- 欧塔娜·普萨 饰演 Prik
- 阿披南·普拉瑟瓦塔纳坤 饰演 HRH王子
- 艾丽西亚·希雷普鲁克 饰演 Alisa
- 伊尔雯·欧莎塔侬（英语：Charm Osathanond） 饰演 Patthamika
- 卡宁·斯坦雷 饰演 Anantawut
- 卡特里亚·英格利希 饰演 Im公主

## 制作
- 2023年10月29日，制作公司Idol Factory在电视剧正式开拍之前公开了首发演员阵容及角色海报。[4]

- 2024年2月28日，此剧制作公司Idol Factory与泰国商务部（英语：Ministry of Commerce (Thailand)）（MOC）举行新闻发布会，他们将会展开合作，携手把泰国产品推向全球。[2][5][6]

- 2024年6月12日，剧组已杀青[1]。莎露彩·查金哈与瑞玫高·阿瑟农透露她们花了8个月的时间进行拍摄，她们为了尽可能地达到导演的要求，努力克服语言上的难题，学习烹饪技巧、制作泰式甜点及泰式舞蹈。[7]

- 2024年6月14日，制作公司Idol Factory在YouTube公开了前导预告片（Trailer Pilot）[8]。